# 아질산
아질산(분자식 : HNO2) 수용액에서만 아질산염의 형태로 존재하는 일염기의 약산이다.

## 같이 보기
- 나이트록실
- 하이포아질산